# Wahlkreis Caithness, Sutherland and Easter Ross (Schottisches Parlament)
| Caithness, Sutherland and Easter Ross                         |
| ------------------------------------------------------------- |
| Caithness, Sutherland and Easter Ross · Highlands and Islands |
| Gebildet                                                      |
| 1999                                                          |
| Abgeschafft                                                   |
| 2011                                                          |
| Regionen                                                      |
| Highland                                                      |

Caithness, Sutherland and Easter Ross war ein Wahlkreis für das Schottische Parlament. Er wurde 1999 als einer von acht Wahlkreisen der Wahlregion Highlands and Islands eingeführt, die im Zuge der Revision der Wahlkreise im Jahre 2011 neu zugeschnitten wurde. Hierbei wurde der Wahlkreis Caithness, Sutherland and Easter Ross aufgelöst. Er umfasste die nördlichen Gebiete der Council Area Highland mit den traditionellen Grafschaften Caithness und Sutherland sowie die östlichen Gebiete der ehemaligen Verwaltungsgrafschaft Ross and Cromarty. Die Gebiete sind in dem neuen Wahlkreis Caithness, Sutherland and Ross aufgegangen. Bei Zensuserhebung 2001 lebten insgesamt 51.823 Personen innerhalb seiner Grenzen. Es wurde ein Abgeordneter entsandt.

## Wahlergebnisse

### Parlamentswahl 1999
| Ergebnisse der Parlamentswahl 1999 | Ergebnisse der Parlamentswahl 1999 | Ergebnisse der Parlamentswahl 1999 | Ergebnisse der Parlamentswahl 1999 |
| Partei                             | Kandidat                           | Stimmen                            | %                                  |
| ---------------------------------- | ---------------------------------- | ---------------------------------- | ---------------------------------- |
| Liberal Democrats                  | Jamie Stone                        | 10.691                             | 41,0                               |
| Labour                             | James Hendry                       | 6300                               | 24,2                               |
| SNP                                | Jean Urquhart                      | 6035                               | 23,2                               |
| Conservative                       | Richard Jenkins                    | 2167                               | 8,3                                |
| Parteilos                          | James Campbell                     | 554                                | 2,1                                |
| Parteilos                          | Ewen Stewart                       | 282                                | 1,0                                |

### Parlamentswahl 2003
| Ergebnisse der Parlamentswahl 2003 | Ergebnisse der Parlamentswahl 2003 | Ergebnisse der Parlamentswahl 2003 | Ergebnisse der Parlamentswahl 2003 | Ergebnisse der Parlamentswahl 2003 |
| Partei                             | Kandidat                           | Stimmen                            | %                                  | ±                                  |
| ---------------------------------- | ---------------------------------- | ---------------------------------- | ---------------------------------- | ---------------------------------- |
| Liberal Democrats                  | Jamie Stone                        | 7742                               | 36,7                               | −4,3                               |
| Labour                             | Deirdrie Stephen                   | 5650                               | 26,7                               | +2,5                               |
| SNP                                | Rob Gibson                         | 3692                               | 17,5                               | −5,7                               |
| Conservative                       | Allan McLeod                       | 2262                               | 10,7                               | +2,4                               |
| Parteilos                          | Gordon Campbell                    | 953                                | 4,5                                | +2,4                               |
| Scottish Socialist                 | Frank Ward                         | 828                                | 3,9                                | +3,9                               |
| Wahlbeteiligung: 21.127 (52,21 %)  |                                    |                                    |                                    |                                    |

### Parlamentswahl 2007
| Ergebnisse der Parlamentswahl 2007 | Ergebnisse der Parlamentswahl 2007 | Ergebnisse der Parlamentswahl 2007 | Ergebnisse der Parlamentswahl 2007 | Ergebnisse der Parlamentswahl 2007 |
| Partei                             | Kandidat                           | Stimmen                            | %                                  | ±                                  |
| ---------------------------------- | ---------------------------------- | ---------------------------------- | ---------------------------------- | ---------------------------------- |
| Liberal Democrats                  | Jamie Stone                        | 8981                               | 40,2                               | +3,5                               |
| SNP                                | Rob Gibson                         | 6658                               | 29,8                               | +12,3                              |
| Labour                             | John McKendrick                    | 3152                               | 14,1                               | −12,6                              |
| Conservative                       | Donald MacDonald                   | 2586                               | 11,6                               | +0,9                               |
| Parteilos                          | James Campbell                     | 957                                | 4,3                                | −0,2                               |
| Wahlbeteiligung: 22.334 (53,44 %)  |                                    |                                    |                                    |                                    |